# Langer Feldweg

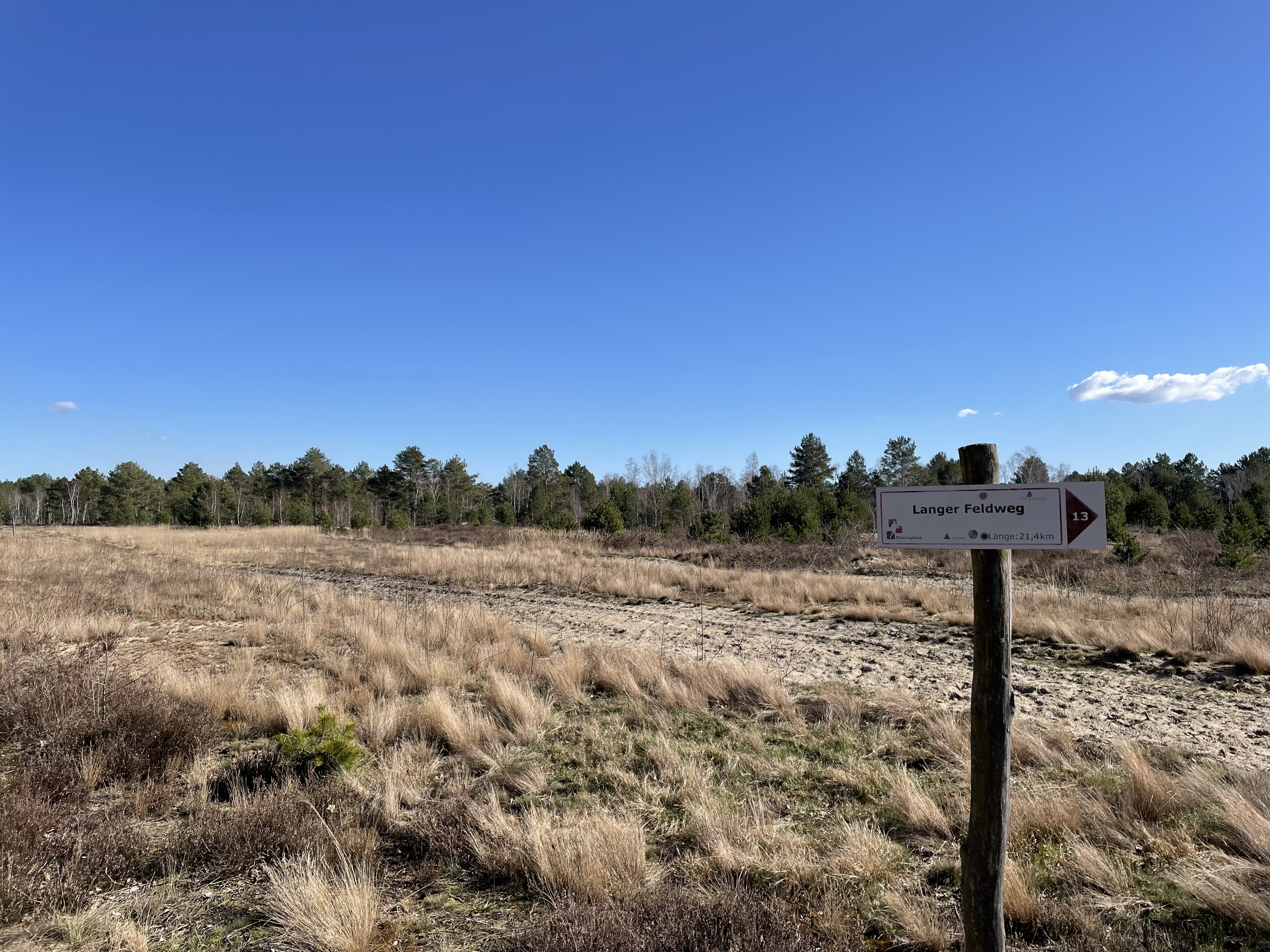
Langer Feldweg bei Frankenförde

Der Lange Feldweg ist ein rund 21,4 km langer Wanderweg und Teil des FlämingWalks. Er erschließt im Naturpark Nuthe-Nieplitz die Ortsteile Frankenförde, Felgentreu und Gottsdorf der Gemeinde Nuthe-Urstromtal im Landkreis Teltow-Fläming in Brandenburg.

## Verlauf

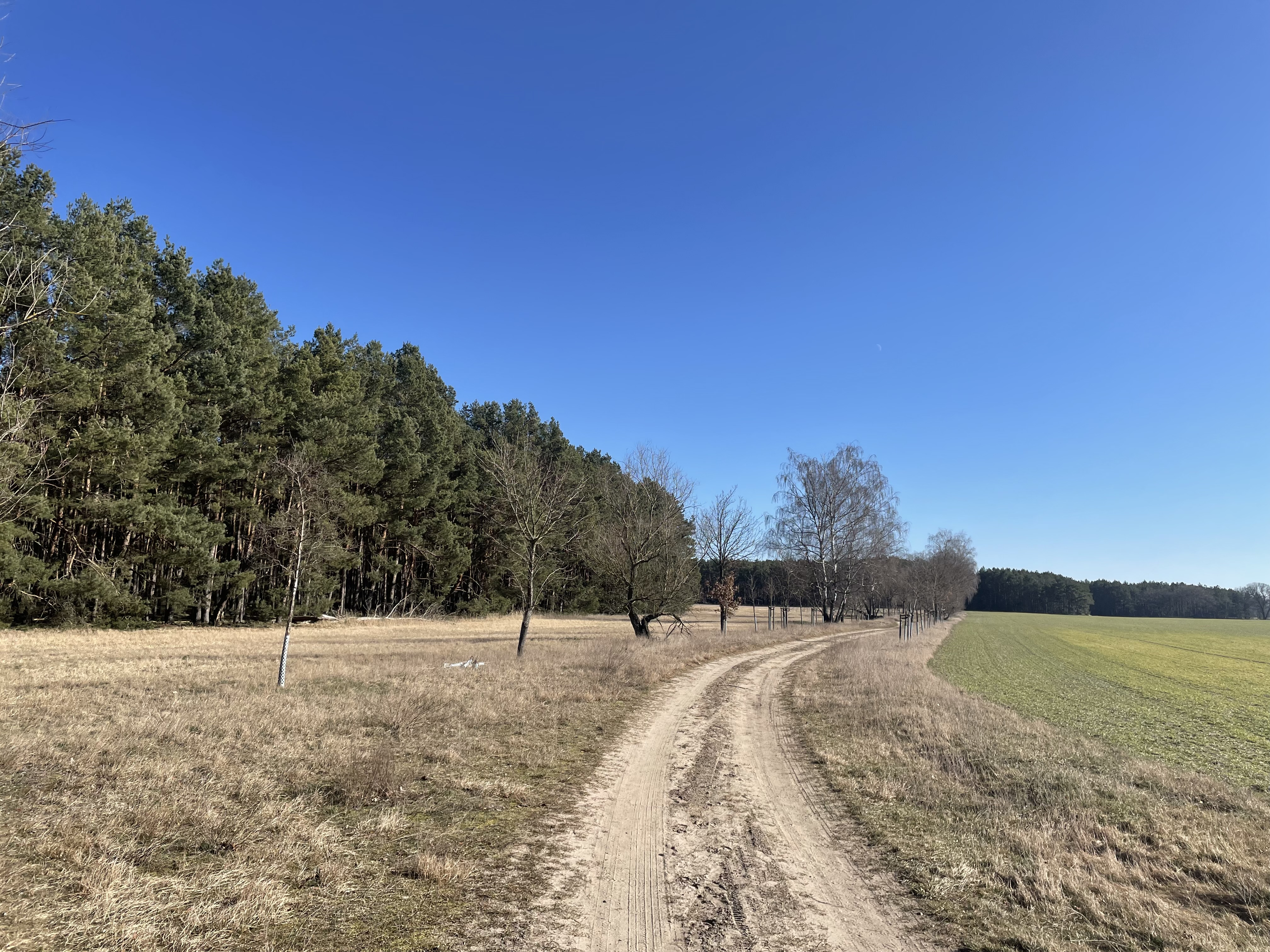
Langer Feldweg bei Gottsdorf

Zwar handelt es sich um einen Rundweg, im Kartenmaterial des FlämingWalks ist dennoch eine Kreuzung in Frankenförde nördlich der Dorfkirche als Ausgangspunkt angegeben. Der Weg führt auf einer Länge von rund zwei Kilometern in südlicher Richtung über den Bukewitzer Weg. Er schwenkt nach Westen und verläuft nun auf einer Länge von rund 3,2 km in westlicher Richtung durch das Naturschutzgebiet Forst Zinna Jüterbog-Keilberg am ehemaligen Forsthaus Schwemm vorbei, ein mittlerweile wüst gefallener Wohnplatz von Frankenförde. Anschließend schwenkt er nach Norden und erreicht nach weiteren 1,5 km Felgentreu. Dieser Ort wurde zwar 1285 erstmals urkundlich erwähnt, in der Zeit des Nationalsozialismus jedoch zu Gunsten eines Truppenübungsplatzes aufgegeben und erst nach dem Zweiten Weltkrieg wieder besiedelt.
Im Ort verläuft der Wanderweg über die Zinnaer Straße an der Dorfkirche Felgentreu vorbei zur Kreisstraße 7218 und führt über die Kemnitzer Straße wieder aus dem Ort heraus. Anschließend schwenkt er in vorzugsweise nordöstliche Richtung, quert den Friedrichgraben und erreicht anschließend Zülichendorf mit seinem denkmalgeschützten Glockenturm auf dem Dorfanger.
Am Ende des Dorfangers von Zülichendorf führt der Weg über die Kemnitzer Straße auf den Gottsdorfer Weg. Der Wanderweg verläuft nun auf rund 3,6 km in nordöstlicher Richtung durch ein Waldgebiet und erreicht schließlich Gottsdorf. Er quert das Pfefferfließ und führt in südlicher Richtung aus dem Dorfkern heraus. Anschließend quert er den Frankenfelder Grenzgraben und führt zunächst in südlicher, später in südöstlicher Richtung nach Frankenförde zurück. Kurz vor Erreichen des Ortskerns wird am Schinderberg erneut das Pfefferfließ und weiter westlich der Frankenförder Dorfgraben überquert.

## Länge, Ausgestaltung und Beschilderung
Die Strecke hat eine Gesamtlänge von 21,4 km, die zu 25 % im Wald, zu 41 % auf Feld/Wiese und zu 34 % auf Asphalt verläuft. Der Weg ist im Kartenwerk mit der Nummer 13 und einer pinkfarbenen Markierung gekennzeichnet.